# 王朝遠
王朝遠（1433年—1480年），名王漢，字朝遠，以字行，江西南昌府進賢縣人，民籍，明朝政治人物。進士出身。

## 生平
江西鄉試第三名。景泰五年（1454年）甲戌科會試第□名，殿試登進士第二甲第十一名。授監察御史，天顺中坐劾石亨等奸状，黜知衡山县，会天变未行。天順七年（1463年）巡按廣東，成化元年（1465年）巡按浙江，四年（1468年）三月升陕西按察司副使，以军功加三品俸，十年五月升按察使，十三年五月升都察院左佥都御史、巡按甘肃，十五年七月养病乞归，十六年七月卒。

## 家族
曾祖父王□□。祖父王伯□。父亲王□□。